# Robert N. Lee
Pour les articles homonymes, voir Lee et Robert Lee (homonymie).
Robert N. Lee (né le 12 mai 1890 à Butte, Montana, mort le 18 septembre 1964 à Hollywood, Californie) est un scénariste américain. Il a été nommé pour un Oscar du scénario adapté lors de la 4e cérémonie des Oscars pour Little Caesar.

## Biographie
Né dans le Montana le 12 mai 1890, et meurt à Hollywood, Californie d'une crise cardiaque en 1964 à l'âge de 74 ans. Il a écrit les scénarios d'une trentaine de films. Il était de frère du réalisateur Rowland V. Lee.

## Filmographie partielle
- 1922 : Shirley of the Circus de Rowland V. Lee
- 1923 : Cameo Kirby de John Ford
- 1923 : Épaves humaines (You Can't Get Away with It) de Rowland V. Lee
- 1924 : Western Luck (en)
- 1924 : Amour, Amour ! (In Love with Love) de Rowland V. Lee
- 1925 : Le Sans-Patrie (The Man Without a Country) de Rowland V. Lee
- 1925 : L'Appât de l'or (The Hunted Woman) de Jack Conway
- 1926 : The Silver Treasure (en)
- 1926 : Le Prince Gipsy (The Outsider) de Rowland V. Lee
- 1927 : Les Nuits de Chicago de Josef von Sternberg
- 1927 : The Rough Riders de Victor Fleming
- 1927 : Ritzy réalisé par Richard Rosson
- 1929 : Force (The Mighty) de John Cromwell
- 1930 : The Dude Wrangler de Richard Thorpe
- 1931 : Le Petit César (Little Caesar) de Mervyn LeRoy, avec Francis Edward Faragoh
- 1932 : 70,000 Witnesses de Ralph Murphy
- 1933 : Meurtre au chenil ou Le Mystère de la chambre close (The Kennel Murder Case)  (co-scénariste)
- 1934 : Fog Over Frisco de William Dieterle (co-scénariste)
- 1934 : The Dragon Murder Case (en) (co-scénariste)
- 1935 : While the Patient Slept de Ray Enright
- 1937 : Jericho de Thornton Freeland (co-scénariste)
- 1939 : La Tour de Londres de Rowland V. Lee
- 1945 : Le Capitaine Kidd (Captain Kidd) de Rowland V. Lee

## Distinctions
- Le Petit César nommé pour l'Oscar du meilleur scénario adapté lors de la 4e cérémonie des Oscars en 1931[4].